# Homeworld
Homeworld è un videogioco di fantascienza del 1999 sviluppato da Relic Entertainment. Appartiene alla categoria degli strategici in tempo reale, con la peculiare caratteristica di essere ambientato nello spazio e dare quindi al giocatore la possibilità di muovere le unità a piacimento su tre dimensioni.
Il successo del gioco ha spinto Sierra Entertainment a pubblicare anche due seguiti: Homeworld: Cataclysm, sviluppato da Barking Dog Studios, e Homeworld 2 sviluppato sempre da Relic.
Nel settembre 2003 è stato aperto a tutti il codice sorgente e il motore grafico del gioco.
Ad aprile 2013 Gearbox ha acquistato all'asta la proprietà intellettuale di Homeworld per 1,35 milioni di dollari.

## Trama
Un secolo prima dell'inizio del gioco, i Kushan, abitanti umanoidi del pianeta deserto Kharak, scoprirono un'astronave sepolta nelle sabbie, che contiene una mappa di pietra che segna Kharak e un altro pianeta attraverso la galassia etichettato Hiigara, che significa "casa". La scoperta ha unito i clan di Kharak, che già avevano stabilito di non essere originari del pianeta. Insieme, trascorsero il secolo successivo sviluppando e costruendo una gigantesca nave madre che avrebbe trasportato 600.000 persone a Hiigara, con il neuroscienziato Karan S'jet collegato neuralmente alla nave al comando della flotta per sostituire un equipaggio insostenibile. 
Il gioco si apre con il viaggio inaugurale della nave madre, testando la spinta iperspaziale che porta la flotta verso una nuova destinazione viaggiando a velocità superluminale. Invece della nave di supporto che si aspettava di trovare, la nave madre incontra un vettore alieno ostile. Dopo averli respinti, la nave madre torna a Kharak, per scoprire che il pianeta è stato raso al suolo da un'altra flotta aliena, e che solo i 600.000 occupanti della nave (in animazione sospesa) sono sopravvissuti. Un capitano nemico catturato afferma che il genocidio di Kharak è la conseguenza della loro violazione di un trattato di 4000 anni tra l'Impero interstellare Taiidan e il Kushan, che proibiva a quest'ultimo di sviluppare la tecnologia dell'iperspazio.
Dopo aver distrutto i resti di entrambe le flotte aliene, la nascente flotta Kushan parte per Hiigara, intenta a reclamare il loro antico pianeta natale. Il viaggio attraverso la galassia li porta attraverso campi di asteroidi, una nebulosa gigante, un cimitero di navi e diversi avamposti imperiali. Lungo la strada, combattono altri discendenti dei loro antenati Hiigaran che hanno iniziato ad adorare una nebulosa come un luogo sacro e che non consentono a nessuno di andarsene, per paura di essere scoperti. Incontrano anche i Bentusi, una razza di commercianti, che vendono loro avanzata tecnologia. Dopo aver scoperto che i Bentusi hanno dato aiuto agli esuli, l'impero tenta di distruggerli, ma viene fermato dalla flotta Kushan. I Bentusi rivelano quindi che i Kushan una volta avevano governato il proprio impero, prima di essere distrutti dai Taiidan, e furono esiliati da Hiigara. In segno di gratitudine per l'intervento dei Kushan, promettono di convocare il Consiglio Galattico per riconoscere la loro pretesa su Hiigara.
Mentre il viaggio prosegue, la flotta Kushan dà rifugio al capitano imperiale ribelle Elson. Dopo averlo aiutato, fornisce informazioni sulle difese intorno a Hiigara. Nella battaglia finale sopra Hiigara, giunge con una flotta ribelle per aiutare a respingere la flotta imperiale guidata dallo stesso imperatore. L'imperatore riesce a far cadere Karan in coma tramite la sua connessione neurale con la nave madre, ma le flotte combinate Kushan e ribelli riescono a sconfiggerlo. Il Consiglio Galattico giunge poco dopo e conferma la rivendicazione dei Kushan su Hiigara, un mondo lussureggiante in contrasto con il pianeta desertico di Kharak. Quando i Kushan approdano, l'ultima a scendere secondo sue volontà è Karan S'jet che è sopravvissuta all'estrazione dal nucleo dell'astronave.

## Modalità di gioco
Il gioco è composto da una serie di missioni in sequenza, ambientate in diverse regioni dello spazio. In alcune missioni sono presenti delle difficoltà maggiori, come ad esempio le distruttive radiazioni di una supernova o corse contro il tempo per distruggere asteroidi in collisione con l'Astronave madre.
Il motore grafico permette di vedere la mappa da qualsiasi punto, di avvicinarsi e seguire determinate unità e di avere una visione d'insieme con una mappa tattica.
I filmati di collegamento tra le diverse missioni sono realizzati con delle animazioni in bianco e nero disegnate a mano. La musica segue l'evolversi della storia ed è dominata da cori solenni, ma durante le schermate dei ringraziamenti è possibile sentire una canzone scritta dal gruppo britannico degli Yes dal titolo omonimo (Homeworld) pubblicata sull'album The Ladder e nuovamente registrata in esclusiva per il videogame.
Il gioco prevede nella modalità multiplayer combattimenti contro altri giocatori o contro la IA in diverse mappe, che variano in grandezza e fino a 8 giocatori, e permette di modificare anche diversi parametri di gioco come l'assenza del limite delle unità o della ricerca (in tal caso tutte le navi sono subito disponibili) o di assegnazione di taglie per ogni nave distrutta.

### Movimento in una mappa spaziale
La mappa permette realmente un movimento 3D con 6 gradi di libertà, quindi quando sposteremo una nave possiamo anche specificare l'altezza dal punto di un piano 2D al centro della mappa spaziale.
Nel gioco per spostare la nave su un'altezza bisogna selezionare la nave da spostare con il tasto sinistro del mouse (per selezionare più navi si può creare un riquadro che comprenda le navi da spostare tenendo premuto il tasto sinistro del mouse o fare doppio click sulla nave da spostare per selezionare tutte le navi dello stesso tipo presenti in visuale), cliccare con il tasto destro e scegliere "muovi" o premere il Tasto "M", decidere il punto sul piano con il mouse e tenendo premuto il tasto "Shift" alzare o abbassare il mouse fino all'altezza desiderata, rilasciare lo "Shift" ed infine cliccare con il tasto sinistro del mouse per impartire l'ordine.

### Iperspazio
Sono in grado di viaggiare nell'iperspazio solo l'Astronave madre, le navi da guerra e i Controllori di risorse, tutte le altre possono viaggiare nell'iperspazio solo quando sono attraccate negli hangar dei Trasporti o delle Astronavi madri. Tali salti possono essere compiuti in qualsiasi momento solo nelle partite multiplayer, mentre durante la campagna singolo giocatore, i salti iperspaziali coinvolgeranno sempre tutta la flotta e si possono effettuare solo alla fine di ogni missione.
Per il viaggio iperspaziale le navi, fatta eccezione per quelle più piccole della classe fregata, si sistemano in formazione, si bloccano e infine aprono una sorta di "finestra" bluastra davanti a loro che le attraversa longitudinalmente facendole scomparire e riapparire quasi allo stesso momento nella posizione di arrivo. Il salto viene compiuto in formazione solo nelle missioni in campagna singolo giocatore, mentre nelle partite deathmatch o multiplayer, le navi saltano esattamente nella formazione, ordinata o meno, assunta quando viene impartito il comando e riappaiono nella stessa formazione di partenza.

### Tattiche e formazioni
I vari gruppi di navi posso mettersi in formazioni standard come quelle a delta (simile a uno stormo di uccelli) o a muro; ogni formazione può essere più o meno utile a prescindere dalle situazioni in cui vengono utilizzate, per esempio, difendendo una nave da guerra o un collettore con uno sciame di Difensori con formazione a Sfera con una nave da guerra o il collettore al centro di essa. Quando si seleziona una nave in formazione con altre cliccandoci con il tasto sinistro del mouse si selezionerà l'intera formazione a meno di effettuare un secondo click sulla stessa.
Possono essere utilizzate anche diverse tattiche:
- Evasiva: dà energia ai motori in modo da rendere le navi più manovrabili e veloci per evitare più facilmente i colpi nemici (come per esempio i missili) a scapito della potenza di fuoco e della formazione.
- Aggressiva: da energia agli armamenti potenziando l'attacco a scapito della velocità e della manovrabilità.
- Neutrale: bilanciamento tra Aggressiva ed Evasiva

Inoltre le navi più piccole come i caccia e le corvette hanno bisogno di attraccare periodicamente per essere rifornite di carburante necessario per muoversi velocemente, altrimenti finito il carburante si muoveranno a velocità estremamente basse.

### Razze
I Taiidan e i Kushan sono le uniche due razze giocabili e non differiscono molto per quanto riguarda l'arsenale a parte l'aspetto. La trama la si può percorrere come Kushan o come Taiidan ma non ci sono variazioni di trama a parte i ruoli invertiti e cominceremo sempre dal pianeta Kharak, tuttavia gli eroi canonici sono i Kushan.
I Taiidan sono la razza nemica che governa l'impero e che ha distrutto l'antico impero. Durante i livelli si viene a conoscenza passo passo della storica faida fra le due razze. L'impero con il tempo è diventato corrotto e l'imperatore mantiene il controllo minacciando la popolazione con armi di deprivazione atmosferica.
Nel corso del loro viaggio in 16 missioni, i Kushan incontrano numerosi popoli spaziali non giocabili.
I Turanic sono pirati spaziali al soldo dei Taiidan.
I Bentusi sono mercanti dello spazio; barattano tecnologie in cambio di risorse o di informazioni, rimanendo neutrali e intoccabili.
I Kadeshi sono una razza fanatica e aggressiva; pretenderanno la totale resa dai Kushan. Possiedono delle navi madri a forma di medusa, che rilasciano in continuazione sciami di minuscoli caccia veloci, distruttivi e dalla manovrabilità eccellente.

### Unità
Per poter accedere a tutte le navi, è necessario disporre di Navi di Ricerca, e di risorse per costruire le navi dopo le opportune ricerche. Ogni progetto di ricerca ha bisogno solo di tempo per essere sviluppata ed ogni progetto contribuisce a rendere le navi più avanzate della flotta disponibili per la costruzione. Per le navi più grandi le ricerche dureranno di più ma è possibile ridurre il tempo di sviluppo assegnando più navi di ricerca (fino a 6 che si assemblano automaticamente in un'unica nave) allo sviluppo di un solo progetto.
Le navi sono divise per classi, ognuna comprendente diversi tipi di unità con differenti abilità. Le classi sono caccia, corvette, fregate, super-navi da guerra, collettori e controllori di risorse, altre non combattenti.
Ogni nave disponibile ha un suo costo in Unità Risorse (UR oppure RUs in inglese) crescente da classe a classe ed ha diversi parametri che ne descrivono sommariamente le caratteristiche come Attacco, Manovrabilità, Velocità, Copertura, e Corazza di valore diverso a seconda della nave (solitamente più le navi sono grosse e potenti, più sono lente e poco manovrabili).
Si dispone inoltre di una titanica astronave madre. Perdere l'astronave madre nella campagna equivale a perdere la partita, invece nel multiplayer il giocatore perde solo se non ha un altro trasporto utilizzabile. L'astronave madre può costruire tutte le navi della flotta e può riciclarle per riottenerne metà del loro valore in risorse. Queste navi non possono essere rimpiazzate o ricostruite e possono muoversi solo nel multiplayer, invece durante la campagna l'astronave madre rimane fissa sullo stesso punto della mappa dall'inizio alla fine della missione.
Le stesse unità sono disponibili sia per i Taiidan che per i Kushan, tranne poche eccezioni, e sono limitate nel numero massimo di unità per classe per ogni giocatore; tale limite solo nel multiplayer varia diminuendo all'aumentare dei giocatori in campo e può anche essere annullato.

## Riconoscimenti
È stato considerato "Game of the Year 1999" da PC Gamer. Sia Computer Gaming World, sia CNET che Gamespy l'hanno votato "Strategy Game of the Year 1999". Gamespot gli ha assegnato il premio "Best Music of 1999". Nelle numerosissime "top 10" che girano in rete sui giochi RTS, il titolo è quasi sempre presente, e tra primi posti, ed è in generale uno degli RTS più acclamati di tutti i tempi, sia dalla critica che dal pubblico.

## Remake
Il 19 luglio 2013 la Gearbox Software ha annunciato la distribuzione di Homeworld HD e Homeworld 2 HD, insieme alle versioni originali per il 2014.
Il 6 marzo 2014 Homeworld HD venne rinominato Homeworld Remastered Collection. La collezione include le versioni originali e con la grafica aggiornata. Il remake comporta texture e modelli in alta risoluzione, nuovi effetti grafici, scene cinematografiche ricreate e il supporto per l'HD, l'ultra HD e il 4K. La modalità multiplayer per entrambi i titoli è stata combinata in un solo gioco.